# Minaccia nell'Atlantico
Minaccia nell'Atlantico (Hostile Waters) è un film TV del 1997 diretto da David Drury.

## Trama
Il sottomarino lanciamissili balistici russo K-219, dopo una collisione con il sottomarino classe Los Angeles americano USS Aurora, è costretto ad emergere a causa del pericolo di fuoriuscita di radiazioni; entrambi gli equipaggi, consci del pericolo, si attiveranno, non senza vittime, per evitare la possibilità di fusione.

## Curiosità
- Il sottomarino americano porta il nome USS Aurora ma il numero cucito sul berretto del comandante è (SSN-710), numero identificativo del sottomarino USS Augusta, coinvolto nel presunto incidente con il sottomarino K-219, avvenuto il 3 ottobre 1986.